# Kamirange
Kamirange är ett vattendrag i Burundi.   Det ligger i provinsen Gitega, i den centrala delen av landet, 80 kilometer öster om huvudstaden Bujumbura.
Omgivningarna runt Kamirange är en mosaik av jordbruksmark och naturlig växtlighet. Runt Kamirange är det ganska tätbefolkat, med 100 invånare per kvadratkilometer.